# RG Churfirsten
Renngemeinschaft Churfirsten – szwajcarski klub sportowy powstały 12 listopada 1983 roku w Wildhaus. 
Klub skupia zawodników sportów zimowych - narciarstwa klasycznego (biegi narciarskie, skoki, kombinacja norweska), alpejskiego i snowboardingu.
Najbardziej znanym zawodnikiem klubu jest Simon Ammann.